# Willy Rampf
Willy Rampf (Maria Talheim, 20 giugno 1953) è un ingegnere tedesco.
È stato il direttore tecnico del team BMW Sauber, che in seguito divenne Sauber F1 Team. Attualmente lavora per la Williams come consulente.

## Biografia
Laureato in Ingegneria all'Università di Monaco di Baviera, nel 1979 ha iniziato a lavorare come ingegnere di sviluppo per la BMW. Nel 1989, Rampf si è trasferito, sempre per conto della BMW in Sud Africa, dove ha scoperto l'ingegneria applicata al mondo della Formula 1.

### Sauber F1
Ha debuttato in Formula 1 nel Gran Premio del Sud Africa 1993 con il team Sauber; sei mesi più tardi ha poi firmato il suo primo contratto con la squadra, diventando ingegnere di pista. Durante il suo incarico con la Sauber, fu assegnato per tre anni a Heinz-Harald Frentzen. Nel corso della stagione 1997 di Formula 1 è stato ingegnere di pista per Nicola Larini, Norberto Fontana e Gianni Morbidelli. Alla fine del 1999, Rampf ha ricominciato a collaborare con la Sauber F1 Team, dove, il 1 aprile 2000, è diventato direttore tecnico della scuderia. Per la squadra ha progettato la BMW Sauber F1.08, che si è aggiudicato il Gran Premio del Canada nel 2008. Nei primi mesi del 2010, ha lasciato il suo posto come direttore tecnico della Sauber ed è stato sostituito da James Key.

### Dakar Rally (BMW)
Alla fine della stagione 1997, è tornato alla BMW per guidare la progettazione delle moto per la Dakar. Ha lavorato per il motociclista Richard Sainct, che è riuscito imporsi nell'importante raid.

### Volskwagen
Dal 2011 al 2016 ha ricoperto la carica di Direttore Tecnico per la Volkswagen Motorsport, dove era principalmente responsabile dello sviluppo delle vetture WRC. La VW Polo R WRC ha vinto il titolo del Campionato del Mondo Rally con il pilota Sébastien Ogier e il copilota Julien Ingrassia tra il 2013 e il 2016. Allo stesso tempo, la Volkswagen si è assicurata il titolo di produttore in questi anni. Willy Rampf è tornato in Volkswagen come consulente tecnico nel 2018.

### Ritorno in Formula 1
Il 26 marzo 2021 ritorna in Formula 1 come consulente della Williams, ritrovando Jost Capito e Francois-Xavier Demaison con i quali aveva lavorato in Wolkswagen.